# Warwick School
Warwick School is een privé-jongensschool in het dorp Warwick in Warwickshire, Engeland. Het motto van de school is Altiora Peto, ofwel 'Ik streef hoger'. De school is de oudste publieke school voor jongens ter wereld en de op 5 na oudste school in Engeland. De school claimt ook de allereerste school ter wereld te zijn die is opgericht door een vrouw, namelijk Æthelflæd in 914. Het oudste gebouw is het hoofdgebouw met slaapvertrekken en kantine uit 1879. De huidige directeur is Dr. Deneal Smith.